# Caso Montero Aranguren y otros (Retén de Catia) vs. Venezuela
El caso Montero Aranguren y otros (Retén de Catia) vs. Venezuela es una sentencia de la Corte Interamericana de Derechos Humanos del 5 de julio de 2006 sobre a la responsabilidad internacional de Venezuela por la ejecución extrajudicial de 37 reclusos del Retén de Catia por parte de tropas del Comando Regional de la Guardia Nacional y de la Policía Metropolitana, así como por la falta de investigación y sanción de los responsables.

## Hechos
Los hechos del caso se contextualizan en noviembre de 1992, cuando se produjo un segundo intento de golpe de Estado contra el gobierno del entonces presidente Carlos Andrés Pérez. La madrugada del 27 de noviembre de 1992, agentes de la Guardia Nacional y de la Policía Metropolitana intervinieron el centro penitenciario denominado Retén de Catia. Dispararon indiscriminadamente a los reclusos, lo cual generó la muerte de aproximadamente 53 personas y decenas de heridos y desaparecidos. En el transcurso de las 48 horas en las que ocurrieron los sucesos dentro del Retén de Catia se produjo la muerte de aproximadamente 63 reclusos, entre ellos las 37 víctimas del presente caso, 52 heridos y 28 desaparecidos. A pesar de haber iniciado una serie de recursos, no se realizaron mayores investigaciones ni se sancionaron a los responsables.

## Procedimiento
La petición ante la Comisión Interamericana de Derechos Humanos fue presentada el 12 de noviembre de 1996, el informe de admisibilidad fue publicado el 20 de octubre de 2004 y su informe de fondo fue publicado el 20 de octubre de 2004. La Comisión solicitó a la Corte Interamericana que declare la responsabilidad internacional del Estado de Venezuela por la presunta violación de los derechos reconocidos en los artículos 4 y 5 de la Convención Americana, en relación con el artículo 1.1 del mismo instrumento, en perjuicio de los reclusos que supuestamente fallecieron en el operativo. Asimismo, solicitó que se declare que el Estado violó los derechos consagrados en los artículos 8 y 25 de la Convención Americana, en relación con la obligación establecida en el artículo 1.1 de la misma, en perjuicio de las presuntas víctimas y sus familiares. Finalmente, la Comisión solicitó a la Corte Interamericana que declarara a Venezuela responsable por el incumplimiento de la obligación general establecida en el artículo 2 de la Convención Americana. Los representantes coincidieron, en general, con las violaciones alegadas por la Comisión. El caso fue remitido fue remitido a la Corte el 24 de febrero de 2005; la fecha de la audiencia ante la Corte fue el 4 de abril de 2006.

## Reparaciones
La Corte dispone que,

- La Sentencia de Excepción Preliminar, Fondo, Reparaciones y Costas constituye per se una forma de reparación.
- El Estado debe emprender, con plena observancia de las garantías judiciales y en un plazo razonable, todas las acciones necesarias para identificar, juzgar y sancionar a todos los responsables de las violaciones cometidas en perjuicio de las víctimas del presente caso.
- El Estado debe realizar inmediatamente todas las actuaciones necesarias y adecuadas para garantizar de manera efectiva la ubicación y entrega, en un plazo razonable, de los cuerpos de José León Ayala Gualdrón y Edgar José Peña Marín.
- El Estado debe adecuar, en un plazo razonable, su legislación interna a los términos de la Convención Americana.
- El Estado debe adoptar, dentro de un plazo razonable, las medidas necesarias para que las condiciones de las cárceles se adecuen a los estándares internacionales relativos a esta materia.
- El Estado debe entrenar y capacitar adecuadamente a los miembros de los cuerpos de seguridad para garantizar efectivamente el derecho a la vida, y evitar el uso desproporcionado de la fuerza. Asimismo, el Estado debe diseñar e implementar un programa de capacitación sobre derechos humanos y estándares internacionales en materia de personas privadas de la libertad, dirigido a agentes policiales y penitenciarios.
- El Estado debe realizar, en el plazo de seis meses, contado a partir de la notificación de la presente Sentencia, un acto de reconocimiento de responsabilidad internacional y disculpa pública, en relación con las violaciones declaradas en la misma.
- El Estado debe publicar, en el plazo de seis meses, contado a partir de la notificación de la presente Sentencia, en el Diario Oficial y en otro diario de amplia circulación nacional, por una sola vez, el capítulo relativo a los hechos establecidos de la Sentencia de Excepción Preliminar, Fondo, Reparaciones y Costas.
- El Estado debe realizar los pagos de las indemnizaciones por concepto de daño material e inmaterial, así como el reintegro de costas y gastos en el plazo de un año, contado a partir de la notificación de Sentencia de Excepción Preliminar, Fondo, Reparaciones y Costas.

- Supervisará el cumplimiento íntegro de la Sentencia de Excepción Preliminar, Fondo, Reparaciones y Costas, y dará por concluido el presente caso una vez que el Estado haya dado cabal cumplimiento a lo dispuesto en la misma. Dentro del plazo de un año, contado a partir de la notificación de la Sentencia de Excepción Preliminar, Fondo, Reparaciones y Costas, el Estado deberá rendir a la Corte un informe sobre las medidas adoptadas para darle cumplimiento.